# Maty Huitrón
Martina Güitrón Porto, más conocida como Maty Huitrón (Ciudad de México; 30 de enero de 1936-14 de enero de 2019) fue una actriz mexicana, conocida por su papel como Bárbara Rivera en El privilegio de amar. Perteneció al elenco de actores que formó la llamada época de oro del cine mexicano. Actuó en filmes como Mi papá tuvo la culpa, Orquídeas para mi esposa, Mariquita de mi corazón y El casto Susano.  
Tuvo una larga carrera como actriz, actuando en varias telenovelas de gran éxito, entre ellas: Lazos de amor en 1995, El privilegio de amar en 1998 y Amor Real del año 2003, telenovelas producidas por su hija Carla Estrada, teniendo como protagonista a las actrices: Lucero y Adela Noriega, preferidas en los castings de producción de Carla en Televisa.

## Muerte
Falleció internada en un hospital por una insuficiencia respiratoria que estaba padeciendo hace muchos años, esto a raíz de un enfisema pulmonar.
Realizó su carrera en la empresa Televisa, es madre de la reconocida productora de telenovelas Carla Estrada y fue la presidenta vitalicia de la Casa del Actor.

## Filmografía
| Obra                       | Año       | Papel               |
| -------------------------- | --------- | ------------------- |
| Pasión                     | 2007-2008 | Francisca Salamanca |
| Amor real                  | 2003      | Madre Superiora     |
| La otra                    | 2002      | Tía Fabiana Morales |
| El privilegio de amar      | 1998-1999 | Bárbara Rivera      |
| Vivo por Elena             | 1998      | Simona Pacheco      |
| Desencuentro               | 1997-1998 | Lidia               |
| Te sigo amando             | 1996-1997 | Luz María           |
| Bendita mentira            | 1996      | Ramona              |
| Lazos de amor              | 1995-1996 | Ana Salas           |
| María José                 | 1995      | Dra. Juárez         |
| Clarisa                    | 1993      | Madre del convento  |
| Madres egoístas            | 1991      | Mina Báez           |
| Días sin luna              | 1990      | Magdalena           |
| Muñeca                     | 1973      |                     |
| La pequeña señora de Pérez | 1972      |                     |
| Corazón de dos ciudades    | 1969      |                     |
| División de narcóticos     | 1968      |                     |
| Crisol                     | 1965      | María               |
| El casto Susano            | 1954      | Modelo              |
| Cantando nace el amor      | 1954      | Ninfita             |
| Mariquita de mi corazón    |           |                     |
| Cuarto de hotel            | 1953      | Bailarina           |
| Orquídeas para mi esposa   |           |                     |
| Mi papá tuvo la culpa      | 1953      |                     |
| Visitas de México          |           |                     |